# トイシュニッツ
トイシュニッツ (ドイツ語: Teuschnitz) は、ドイツ オーバーフランケン行政管区のクローナハ郡に属する都市で、トイシュニッツ行政共同体の本部が置かれている。郡庁所在地のクローナハ市からは約22km北に位置する。

## 地理

### 位置
トイシュニッツは、フランケンヴァルト自然公園内に位置し、レンシュタイクに直接面している。1978年5月の自治体再編以降、トイシュニッツには、チルンとライヒェンバッハとで作るトイシュニッツ行政共同体の本部が置かれている。

### 自治体の構成
この市には、中核市区を含め4つの市区がある。
- トイシュニッツ
- ハスラッハ
- ラポルテングリュン
- ヴィッケンドルフ

公式には11の地区 (Ort) が、これらの市区に属す。

## 歴史
トイシュニッツは、1187年に初めて史料に現れ、1390年に都市権を獲得した。

## 行政

### 市議会
市議会は、市長を含めて15議席である。

### 紋章
紋章の図柄：赤地に、2つのアーチ状の窓を持つ銀色の鋸壁付きの壁。窓の間に金色の盾があり、その中に銀色の細い斜め帯が引かれ赤い爪を持った黒い獅子が描かれている。壁の上には青い錐形の屋根を持つ銀色の塔が2本見えている。塔の上層階には、その両側にやはり青い錐形の屋根を持つ出窓構造がある。

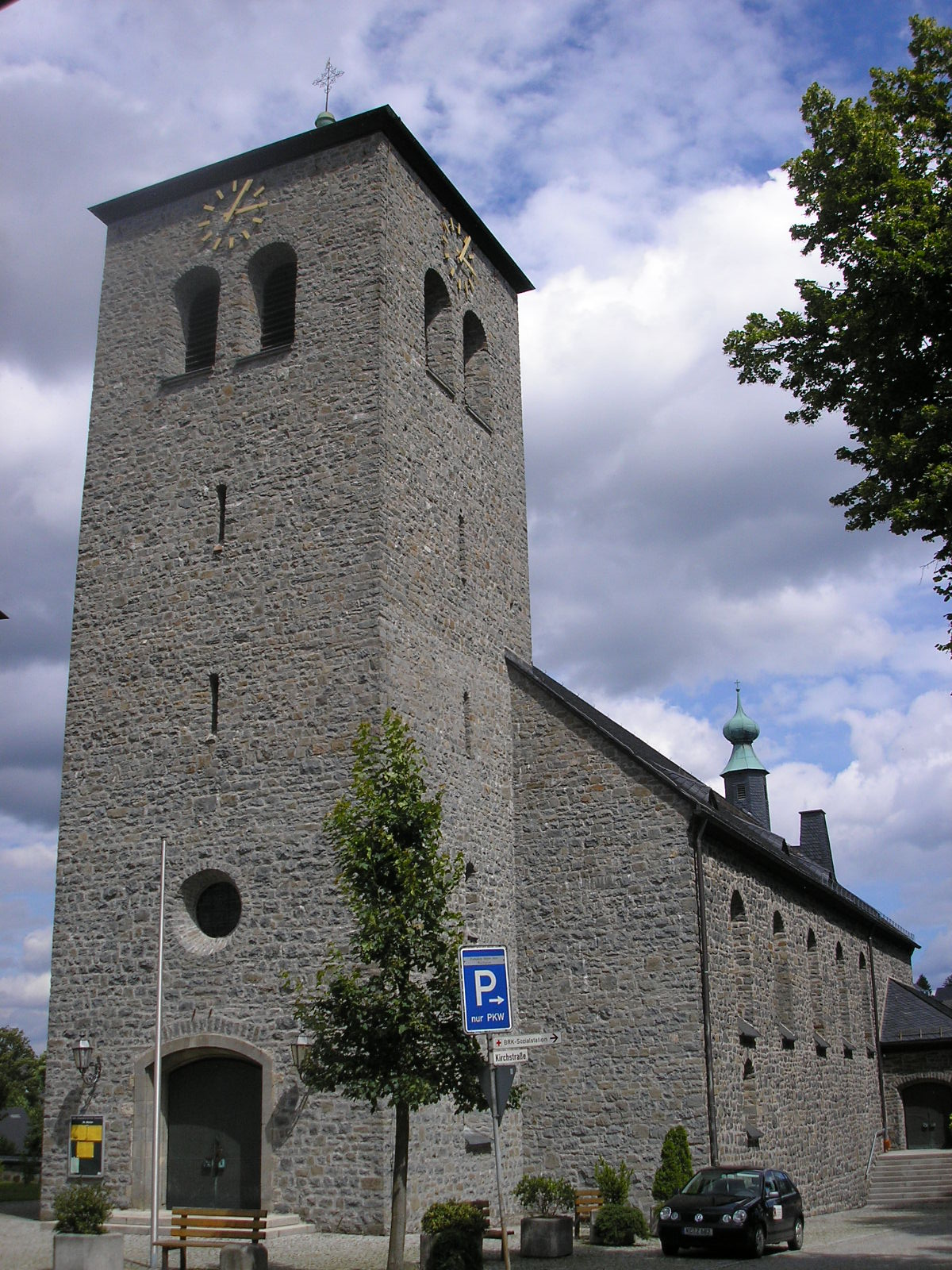
トイシュニッツの教会
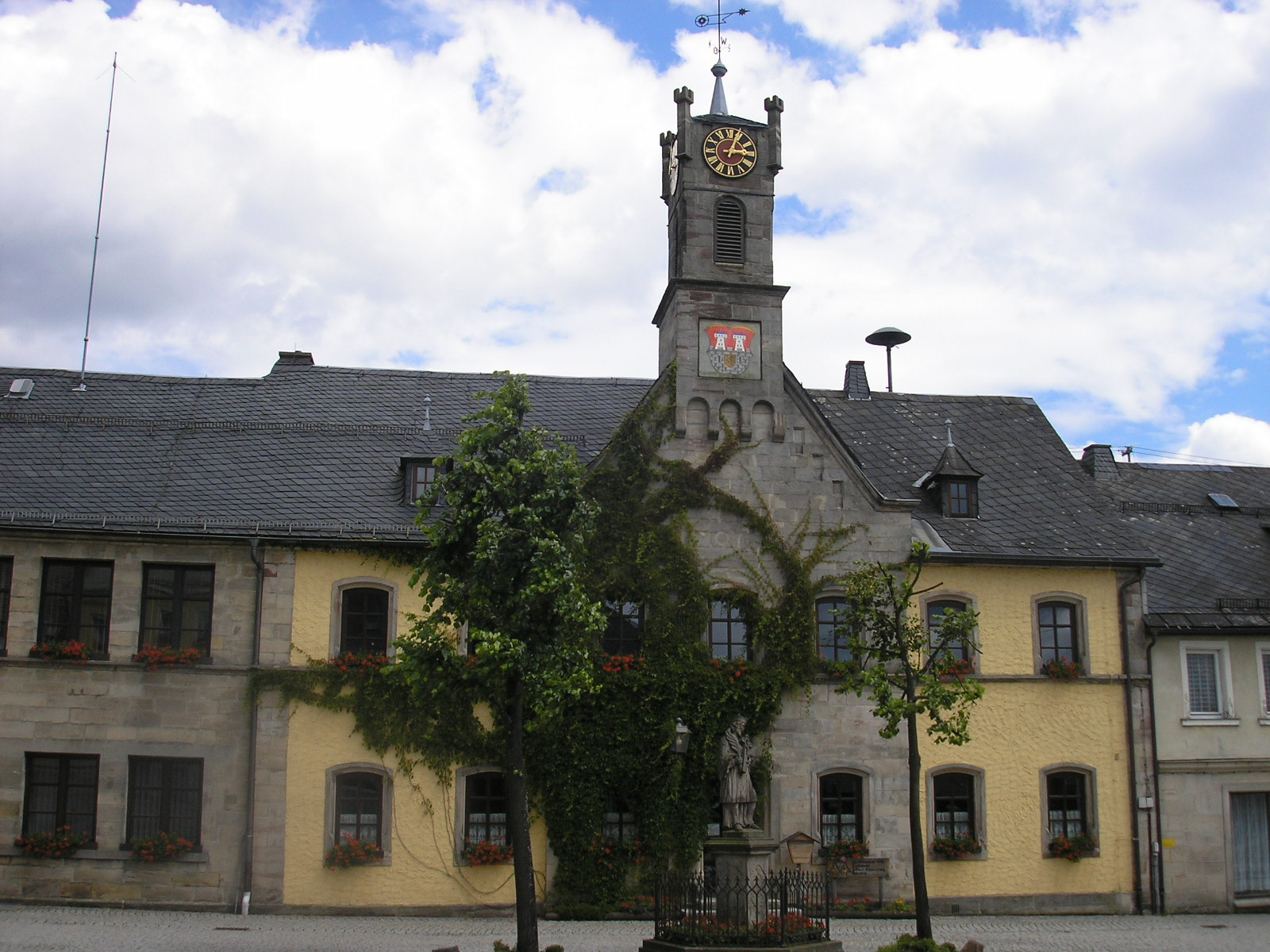
市庁舎

## 引用
1. ↑  https://www.statistikdaten.bayern.de/genesis/online?operation=result&code=12411-003r&leerzeilen=false&language=de Genesis-Online-Datenbank des Bayerischen Landesamtes für Statistik Tabelle 12411-003r Fortschreibung des Bevölkerungsstandes: Gemeinden, Stichtag (Einwohnerzahlen auf Grundlage des Zensus 2011)
2. ↑  Bayerische Landesbibliothek Online